# Вагапов, Сабир Ахмедьянович
Сабир Ахмедьянович Вагапов (баш. Ваһапов Сабир Әхмәтйән улы; 10 мая 1904, Дуван-Мечетлино, Уфимская губерния — 13 августа 1993, Уфа) — советский партийный и государственный деятель.

## Биография
С 1924 года работал председателем Дуван-Мечетлинского волостного и Месяутовского кантонного исполкомов.
С 1930 года председатель исполкома Мечетлинского районного совета.
С 1931 года заместитель директора, директор Зигазино-Комаровской геологоразведочной базы.
В 1936 году окончил промышленную академию в городе Свердловске.
С 1936 года мастер, начальник цеха, управляющий Баймакским медеплавильным заводом.
с 1939 года заведующий отделом Башкирского областного комитета ВКП(б).
В 1940—1946 годы Председатель СНК БАССР.
В 1946—1953 Первый секретарь Башкирского обкома КПСС. Снят 9 декабря 1953 года как не справившийся с работой.
В 1953—1960 работал в производственном объединение «Башнефть» и Башкирском СНХ.
Член ЦК КПСС (1952—1956).
- 1950—1954 — Член Президиума Верховного Совета СССР
- 1950—1954 — Депутат Верховного Совета СССР
- 1951—1955 — Депутат Верховного Совета РСФСР
- 1951—1955 — Депутат Верховного Совета БАССР

## Семья
Сын — Урал Сабирович Вагапов — кандидат технических наук, доцент кафедры Технология металлов и ремонта машин БашГАУ.

## Награды
- Четыре ордена Ленина — 1943, 1944, 1948, 22.03.1949.
- Орден Трудового Красного Знамени — 1972.
- Орден Красной Звезды — 1945.

## Память
В Уфе на доме, где жил С. А. Вагапов (улица Ленина, 84), установлена мемориальная доска. В селе Дуван-Мечетлино Мечетлинского района именем Вагапова названа улица и установлен памятник.